# Enrique Soms Castelín
Enrique Soms y Castelín (1860-1913) fue un helenista, periodista y traductor español.

## Biografía
En Salamanca, donde era profesor, fundó y dirigió en 1891 La Libertad. Diario político y literario, cuyo primer número se imprimió el 1 de mayo y contó con colaboraciones de su amigo Miguel de Unamuno. Poco después fundó también el diario La Democracia. Fue luego catedrático de lengua y literatura griegas de la  universidad Central desde 1898 hasta 1913, época en la que amistó también con Marcelino Menéndez Pelayo. Tradujo a prosistas griegos, entre ellos Jenofonte (Helénicas), y además la Historia de la Literatura Griega Clásica de Gilbert Murray (Madrid, La España Moderna, 1899) y la Gramática Griega de Georg Curtius (Madrid, Ricardo Fe, 1887), entre otras obras. Tuvo como discípulos a Agustín Millares Carlo y a Emeterio Mazorriaga; este último le sucedió en la cátedra.

## Obras
- Trad. de Jenofonte, Las Helénicas o Historia griega : desde el año 411 hasta el 362 antes de Jesucristo por Jenofonte; traducida por primera vez del griego al castellano con numerosas notas filológico literarias por Enrique Soms y Castelín, Madrid: Librería de Perlado, Páez y Cª; Sucesores de Hernando, 1919.
- Trad. de Autores griegos. Prosistas escogidos, ordenados y anotados por… , Madrid, Establecimiento tipográfico de Ricardo Fé, 1889.
- Trad. de Georg Curtius, Gramática griega elemental traducida de la 15.ª y última edición alemana... con un prólogo de D. Marcelino Menéndez Pelayo, Madrid, Est. Tipográfico de Ricardo Fé, 1887.
- Trad. de Gilbert Murray, Historia de la Literatura Griega Clásica de Gilbert Murray, Madrid, La España Moderna, 1899.
- Trad. de Edward Dowden, Historia de la literatura francesa Madrid : La España Moderna, 1897
- Trad. de J. J. Braun, Nueva gramática inglesa : curso teórico-práctico. Madrid : Librería de A. Durán, 1865
- Trad. de Richard Garnett, Historia de la literatura italiana Madrid : La España Moderna, 1920?
- Trad. de Ludwig Büchner, El hombre y su lugar en la naturaleza en el pasado, en el presente y en el porvenir o sea, de dónde venimos, quiénes somos, a dónde vamos Madrid: Est. Tipografico de Ricardo Fe, 1888.